# Sky Brasil-1
O Sky Brasil-1 (também chamado de Intelsat 32e, IS-32e ou B1) é um satélite de comunicação geoestacionário construído pela Airbus Defence and Space, de controle da empresa Intelsat e de propriedade da americana DirecTV.

## História
O Sky Brasil-1 é um satélite construído pela Airbus Defence and Space a pedido da DirecTV para expandir a capacidade de serviço da Sky Brasil. A necessidade veio a partir de uma saturação do atual satélite utilizado pela empresa no Brasil, o Intelsat 11.
O satélite é baseado no modelo Eurostar-3000, com uma massa de cerca de 6.300 kg em seu lançamento, equipado com 81 transponders que vão operar em banda Ku (60) e Ka (21).

## Lançamento
O lançamento do satélite ocorreu em 14 de fevereiro de 2017, às 21:39 UTC pela Arianespace do Centro Espacial de Kourou, na Guiana Francesa, juntamente com o Telkom 3S.